# 구용찬
구용찬(1982년 3월 29일 ~ )은 대한민국의 축구 선수이며, 포지션은 수비수이다.